# Пшембаев, Мейрам Кудайбергенович
Мейрам Кудайбергенович Пшембаев (каз. Мейрам Құдайбергенұлы Пішембаев род. 29 октября 1959; Павлодар, Казахская ССР, СССР) — казахстанский общественный и политический деятель, доктор экономических наук (1999). Депутат Мажилиса Парламента Республики Казахстан (с 2007 года).

## Биография
Мейрам Кудайбергенович Пшембаев Родился 29 октября 1959 года в городе Павлодаре.
Отец — Пшембаев Кудайберген Букенович, пенсионер.
Мать — Жумагулова Айтжамал, покойная.
В 1983 году окончил Семипалатинский зооветеринарный институт по специальности «зооинженер».
В 1999 году защитил почётное учёное звание доктора экономических наук, тема диссертации «Рыночная трансформация сельского хозяйства Казахстана».

## Трудовая деятельность
- С 1981 по 1983 годы — секретарь комитета комсомола СЗВИ.
- С 1983 по 1992 годы — главный специалист, директор совхоза.
- С 1992 по 1996 годы — председатель Правления АО «Аксу».
- С 1996 по 1997 годы — генеральный директор Правления представительства «Роснефть» в Республике Казахстан.
- С 1997 по 1998 годы — вице-президент ТОО «Казнефтеком».
- С 1998 по 2000 годы — главный менеджер ЗАО «Национальная нефтегазовая компания «Казахойл» на ПНПЗ.
- С 2000 по 2003 годы — первый заместитель генерального директора ЗАО «Республиканский центр «Казимпекс» Комитета национальной безопасности  Республики Казахстан.
- С 2003 по 2005 годы — исполнительный директор представительства компании «Siemens AG».
- С 2004 по 2007 годы — председатель Правления совета директоров корпорации «Корпорация «Казахсельмаш», председатель Правления ОЮЛ «Союза машиностроителей Казахстана».

## Выборные должности, депутатство
С 1994 по 1998 годы — Депутат Павлодарского областного маслихата.
С 2007 по 2011 годы — Депутат Мажилиса Парламента Республики Казахстан IV созыва по партийному списку Народно-Демократической партии «Нур Отан», член комитета по экономической реформе и региональному развитию.
С 2011 по 2016 годы — Депутат Мажилиса Парламента Республики Казахстан V созыва по партийному списку Народно-Демократической партии «Нур Отан», член комитета по экономической реформе и региональному развитию.
С 24 марта 2016 года — Депутат Мажилиса Парламента Республики Казахстан VІ созыва от партии «Нур Отан», член Комитета по экономической реформе и региональному развитию Мажилиса  Парламента РК.
Член партии «Нур Отан», Председатель Республиканского общественного совета по поддержке предпринимательства партии «Нур Отан» (с 2016 года).

## Награды и звания
- Орден Курмет (2005)[2]
- Орден Парасат (2013)[3][4]
- Орден Достык 2 степени (2018)[5][6]
- Почётный гражданин города Павлодара.[7]
- Награждён правительственными и юбилейными государственными медалями Республики Казахстан.
- Орден «Барыс» 2 степени (2024);[8]